# جوزفین سایلونه یتس
جوزفین سایلونه یتس (انگلیسی: Josephine Silone Yates; ۳ سپتامبر ۱۹۱۲) استاد، نویسنده، سخنران عمومی و کنشگر آمریکایی بود. او در رشته شیمی تحصیل کرد و به عنوان یکی از اولین استادان سیاهپوست در دانشگاه لینکلن در جفرسون سیتی، میزوری استخدام شد. با ارتقای شغلی، او اولین زن سیاهپوستی شد که ریاست دپارتمان علوم یک کالج را بر عهده گرفت. ممکن است او اولین زن سیاهپوستی بوده باشد که در هر کالج یا دانشگاهی در ایالات متحده به مقام استادی تمام رسیده است.
ییتس همچنین سهم قابل توجهی در روزنامه‌نگاری (گاهی با نام مستعار خانم آر.کی. پاتر) و تحرک اجتماعی کلی زنان سیاهپوست داشت. به عنوان مثال، او خبرنگار مجله وومن ارا (اولین مجله ماهانه منتشر شده توسط زنان سیاهپوست در ایالات متحده) بود. او برای سایر روزنامه‌ها و مجلات از جمله انترپرایس در اوماها، نبراسکا نیز می‌نوشت.
ییتس چهره‌ای برجسته در جنبش باشگاه‌های زنان آفریقایی-آمریکایی بود و در تأسیس باشگاه‌های زنان برای زنان آفریقایی-آمریکایی نقش اساسی داشت، زیرا او به تأسیس و اولین رئیس لیگ زنان رنگین‌پوست کانزاس سیتی (۱۸۹۳) کمک کرد و دومین رئیس انجمن ملی زنان رنگین‌پوست (۱۹۰۴–۱۹۰۰) بود.

## اوایل زندگی و تحصیلات
تاریخ تولد جوزفین سایلونه به صورت‌های مختلف ۱۸۵۲ و ۱۵ نوامبر ۱۸۵۹ ذکر شده است. او دومین دختر الکساندر و پارثنیا ریو سایلونه در ماتیتاک، نیویورک بود. در دوران کودکی، سایلونه و خانواده‌اش با پدربزرگ مادری‌اش، لایماس ریوز، که در سال ۱۸۱۳ از بردگی آزاد شده بود، زندگی می‌کردند.
سایلونه در سن شش سالگی مدرسه را شروع کرد و به سرعت توسط معلمانش پیشرفت کرد. در واقع «در سن نه سالگی، او ظاهراً فیزیولوژی و فیزیک می‌خواند و توانایی پیشرفته‌ای در ریاضیات داشت. در سن نه سالگی، سایلونه داستانی را برای انتشار در یک مجله هفتگی نیویورک ارسال کرد. اگرچه مقاله برای انتشار رد شد، اما او نامه‌ای تشویق‌آمیز دریافت کرد که بلندپروازی او برای موفقیت را افزایش داد.»
دایی سیِلون، کشیش جان بانیان ریو، کشیش کلیسای مرکزی لومبارد استریت در فیلادلفیا بود. در سن ۱۱ سالگی، او نزد او رفت تا بتواند در مؤسسه جوانان رنگین‌پوست تحصیل کند. در آنجا او توسط مدیر مؤسسه، فانی جکسون کوپین، راهنمایی شد. سال بعد، کشیش ریو به دانشگاه هاوارد نقل مکان کرد و در نتیجه، جوزفین نزد خاله مادری‌اش، فرانسیس آی. ژیرار، در نیوپورت، رود آیلند رفت. در آنجا، او به مدرسه دستور زبان و بعداً دبیرستان راجرز رفت. ییتس تنها دانش‌آموز سیاهپوست در هر دو مدرسه بود، اما به دلیل توانایی علمی‌اش مورد استقبال معلمانش قرار گرفت. معلم علوم او او را درخشان‌ترین شاگرد خود می‌دانست و به او امکان داد تا کارهای آزمایشگاهی بیشتری در شیمی انجام دهد. به عنوان اولین دانش‌آموز سیاهپوستی که از دبیرستان راجرز فارغ‌التحصیل شد، جوزفین به عنوان شاگرد اول کلاس ۱۸۷۷ فارغ‌التحصیل شد و مدال تحصیلی دریافت کرد.
سایلونه تصمیم گرفت به جای پیگیری تحصیلات دانشگاهی، در مدرسه عادی ایالتی رود آیلند در پروویدنس تحصیل کند تا معلم شود. او در سال ۱۸۷۹ با افتخارات فارغ‌التحصیل شد، تنها دانش‌آموز سیاهپوست در کلاس خود. او اولین آفریقایی-آمریکایی بود که مجوز تدریس در مدارس رود آیلند را دریافت کرد و هنگامی که در آزمون معلمی شرکت کرد، بالاترین نمره‌ای که تا آن زمان در پروویدنس داده شده بود را کسب کرد. او بعداً مدرک کارشناسی ارشد خود را از دانشگاه ملی ایلینوی دریافت کرد. جوزفین سایلونه ییتس در مورد هدف خود از تدریس واضح بود. او در مقاله‌ای در سال ۱۹۰۴ نوشت: «هدف همه آموزش‌های واقعی این است که به بدن و روح همه زیبایی، قدرت و کمالی که قادر به آن هستند بدهد، فرد را برای زندگی کامل آماده کند.»
در سال ۱۸۸۶، به او سمت «بانوی مدیر» در مؤسسه Tتاسکجی در آلاباما به رهبری بوکر تی واشینگتن پیشنهاد شد. او نپذیرفت.